# Baza 57 Aeriană „Căpitan Aviator Constantin Cantacuzino”
Baza 57 Aeriană „Căpitan Aviator Constantin Cantacuzino” Mihail Kogălniceanu este o unitate a Forțelor Aeriene Române, situată în apropierea municipiului Constanța, în sud-estul României. Având o poziție strategică în regiunea Mării Negre, baza îndeplinește un rol esențial în arhitectura de securitate a flancului estic al NATO. Este utilizată atât de aviația militară română, cât și de forțe aliate, în special pentru misiuni de poliție aeriană, antrenamente multinaționale și dislocări operaționale. Începând cu anii 2000, baza a fost folosită în mod constant de forțele armate ale Statelor Unite și ale altor state membre NATO, devenind un important centru de tranzit și sprijin logistic pentru operațiunile internaționale. În prezent, Baza 57 se află într-un amplu proces de modernizare, vizând extinderea capacităților sale de operare și adaptarea la cerințele actuale ale Alianței.Aceasta găzduiește Escadrila 571 Aviație Vânătoare și Escadrila 572 Elicoptere . Actualul comandant al bazei este generalul de flotilă aeriană Nicolae Crețu, succedându-l pe comandantului Adrian Popescu.